# Bigode
João Ferreira, más conocido por Bigode (Belo Horizonte, 4 de abril de 1922-Belo Horizonte, 31 de julio de 2003) fue un futbolista brasileño.
Jugaba de lateral izquierdo. A nivel profesional debutó en el Atlético Mineiro y formó parte del Fluminense F. C. durante doce temporadas, interrumpido por un breve periodo en el Flamengo. Fue internacional por la selección de Brasil y titular en el "Maracanazo" del Mundial de 1950.

## Biografía
Bigode inició su carrera futbolística en clubes menores de Belo Horizonte hasta que en 1940 fue contratado por uno profesional, el Atlético Mineiro. Allí pasó tres temporadas en las que ganó dos campeonatos Mineiros en 1941 y 1942.
En 1943 fichó por el Fluminense de Río de Janeiro, en el que desarrolló la mayor parte de su trayectoria. Aunque en 1950 se marchó al rival del Flamengo, regresó a su antiguo club dos años después y siguió en activo hasta 1955. Se calcula que en todo su tiempo con la camiseta 'tricolor' disputó un total de 396 encuentros oficiales y ganó un título, el campeonato Carioca de 1946.
Formó parte de la selección de fútbol de Brasil en 11 partidos, entre ellos el Campeonato Sudamericano 1949 y la Copa Mundial de Fútbol de 1950. Su última aparición fue en la derrota contra Uruguay, el llamado "Maracanazo". La actuación de Bigode fue muy criticada porque era el encargado de marcar a Alcides Ghiggia, clave en la victoria charrúa. Por esta razón, se le culpó de la derrota (junto a Moacir Barbosa y Juvenal) y no volvió a ser convocado.
Tras su retirada en 1955, abrió un negocio de reparación de radios en Belo Horizonte y vivió sin sobresaltos. Falleció el 31 de julio de 2003 por problemas respiratorios.

## Equipos
| Club             | País   | Año       |
| ---------------- | ------ | --------- |
| Atlético Mineiro | Brasil | 1940-1942 |
| Fluminense F. C. | Brasil | 1943-1949 |
| C. R. Flamengo   | Brasil | 1950-1952 |
| Fluminense F. C. | Brasil | 1952-1955 |

## Palmarés

### Campeonatos nacionales
| Título             | Club             | País   | Año  |
| ------------------ | ---------------- | ------ | ---- |
| Campeonato Mineiro | Atlético Mineiro | Brasil | 1941 |
| Campeonato Mineiro | Atlético Mineiro | Brasil | 1942 |
| Campeonato Carioca | Fluminense F. C. | Brasil | 1946 |

### Campeonatos internacionales
| Título                  | Equipo              | Año  |
| ----------------------- | ------------------- | ---- |
| Campeonato Sudamericano | Selección de Brasil | 1949 |